# Лекёмберри
Лекёмберри́ (фр. Lecumberry) — коммуна во Франции, находится в регионе Аквитания. Департамент — Атлантические Пиренеи. Входит в состав кантона Монтань-Баск. Округ коммуны — Байонна.
Код INSEE коммуны — 64327.

## География

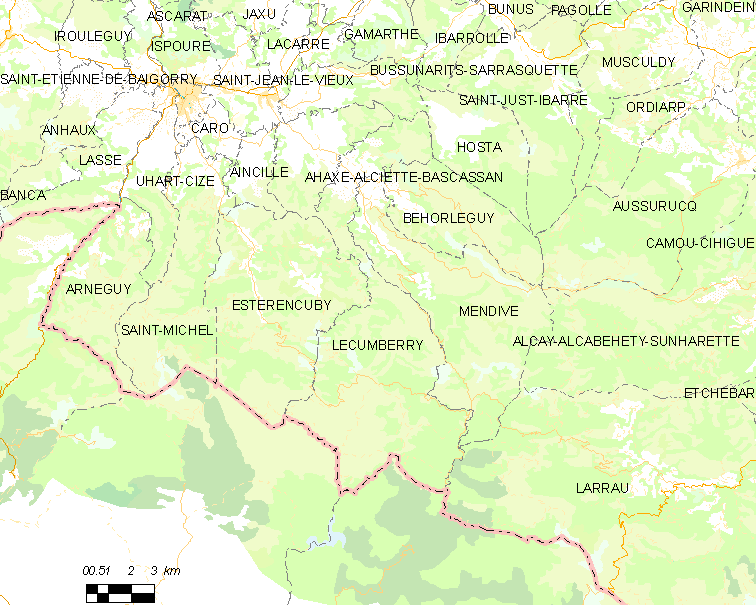
Карта коммуны

Коммуна расположена приблизительно в 690 км к юго-западу от Парижа, в 195 км южнее Бордо, в 70 км к западу от По.
По территории коммуны протекает река  Лорибар.

### Климат
Климат тёплый океанический. Зима мягкая, средняя температура января — от +5°С до +13°С, температуры ниже −10 °C бывают редко. Снег выпадает около 15 дней в году с ноября по апрель. Максимальная температура летом порядка 20—30 °C, выше 35 °C бывает очень редко. Количество осадков высокое, порядка 1100 мм в год. Характерна безветренная погода, сильные ветры очень редки.

## Население
Население коммуны на 2010 год составляло 183 человека.
| 1962 | 1968 | 1975 | 1982 | 1990 | 1999 | 2010 |
| ---- | ---- | ---- | ---- | ---- | ---- | ---- |
| 286  | 259  | 227  | 215  | 208  | 182  | 183  |

## Администрация
| Период | Период | Фамилия       | Партия | Примечания |
| ------ | ------ | ------------- | ------ | ---------- |
| 1995   | 2001   | Бернар Жореги |        |            |
| 2001   | 2020   | Жозеф Гуаэне  |        |            |

## Экономика
В 2010 году среди 109 человек трудоспособного возраста (15—64 лет) 86 были экономически активными, 23 — неактивными (показатель активности — 78,9 %, в 1999 году было 67,0 %). Из 86 активных жителей работали 84 человека (47 мужчин и 37 женщин), безработных было 2 (1 мужчина и 1 женщина). Среди 23 неактивных 5 человек были учениками или студентами, 11 — пенсионерами, 7 были неактивными по другим причинам.

## Достопримечательности
- Церковь Св. Мартина (XVII век)[4]
- Кромлех Илларита или Окаб (железный век). Исторический памятник с 1956 года[5]
- Протоисторическая стоянка. Исторический памятник с 1980 года[6]

## Фотогалерея

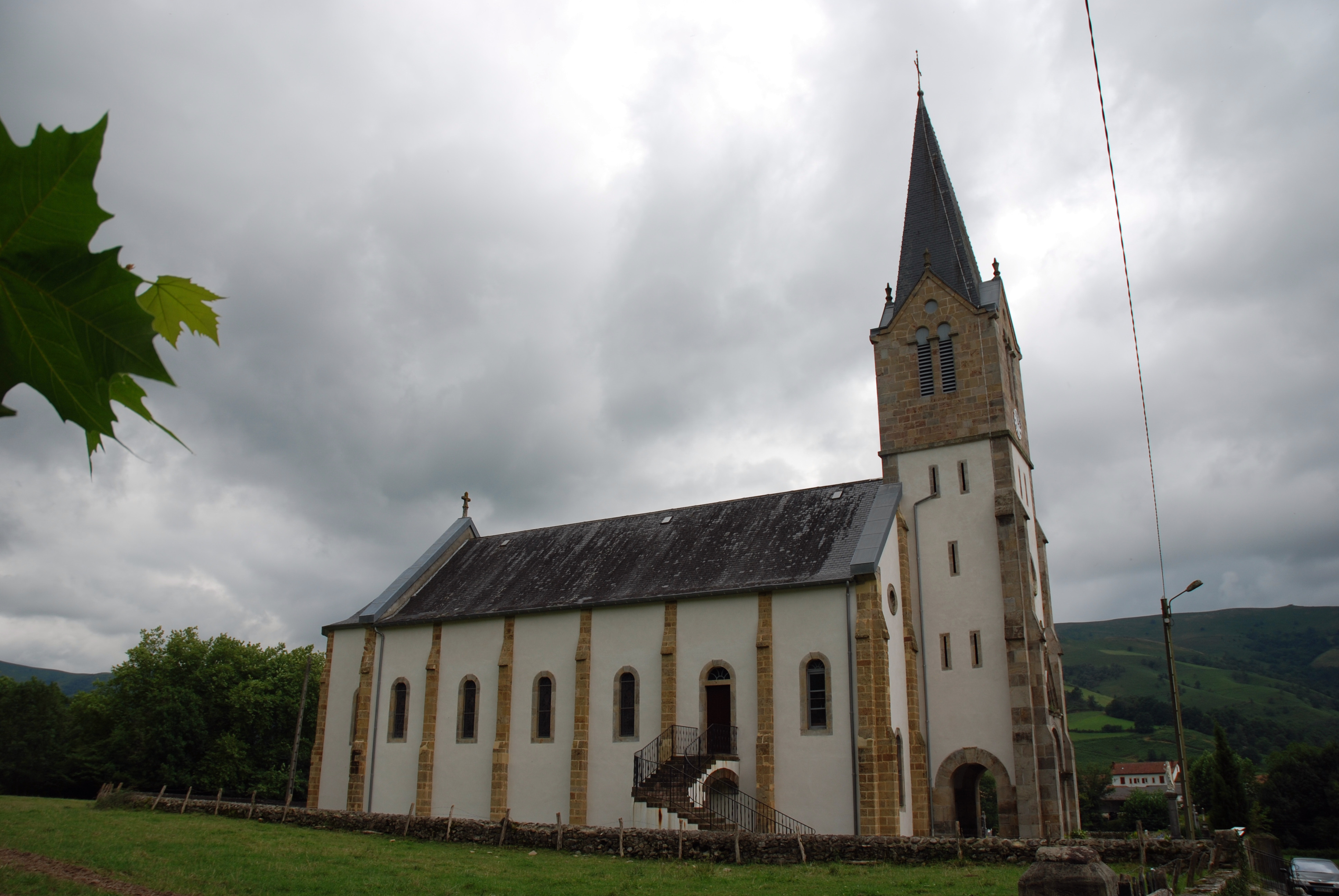
Церковь Св. Мартина
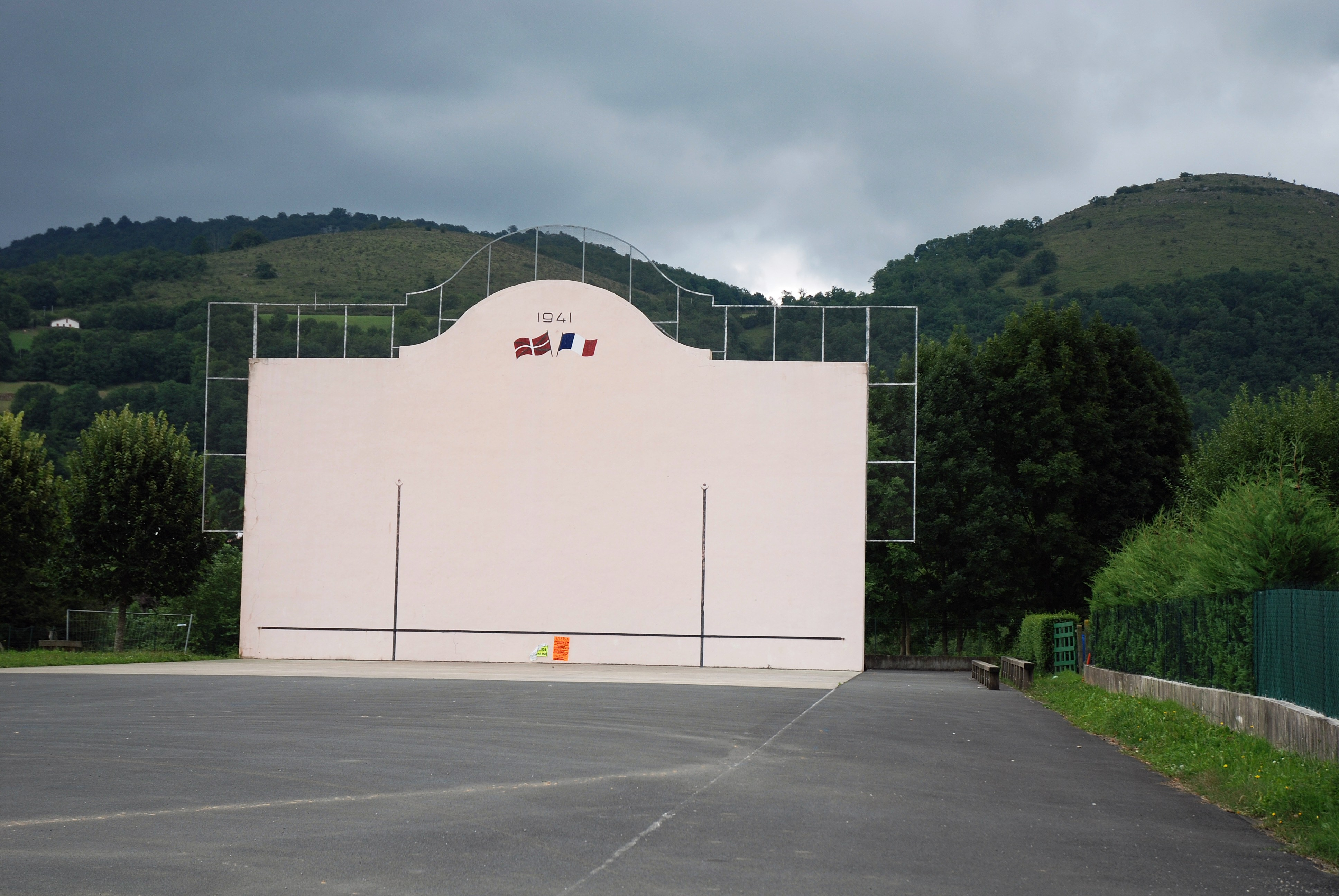
Фронтон (площадка для игры в пелоту)
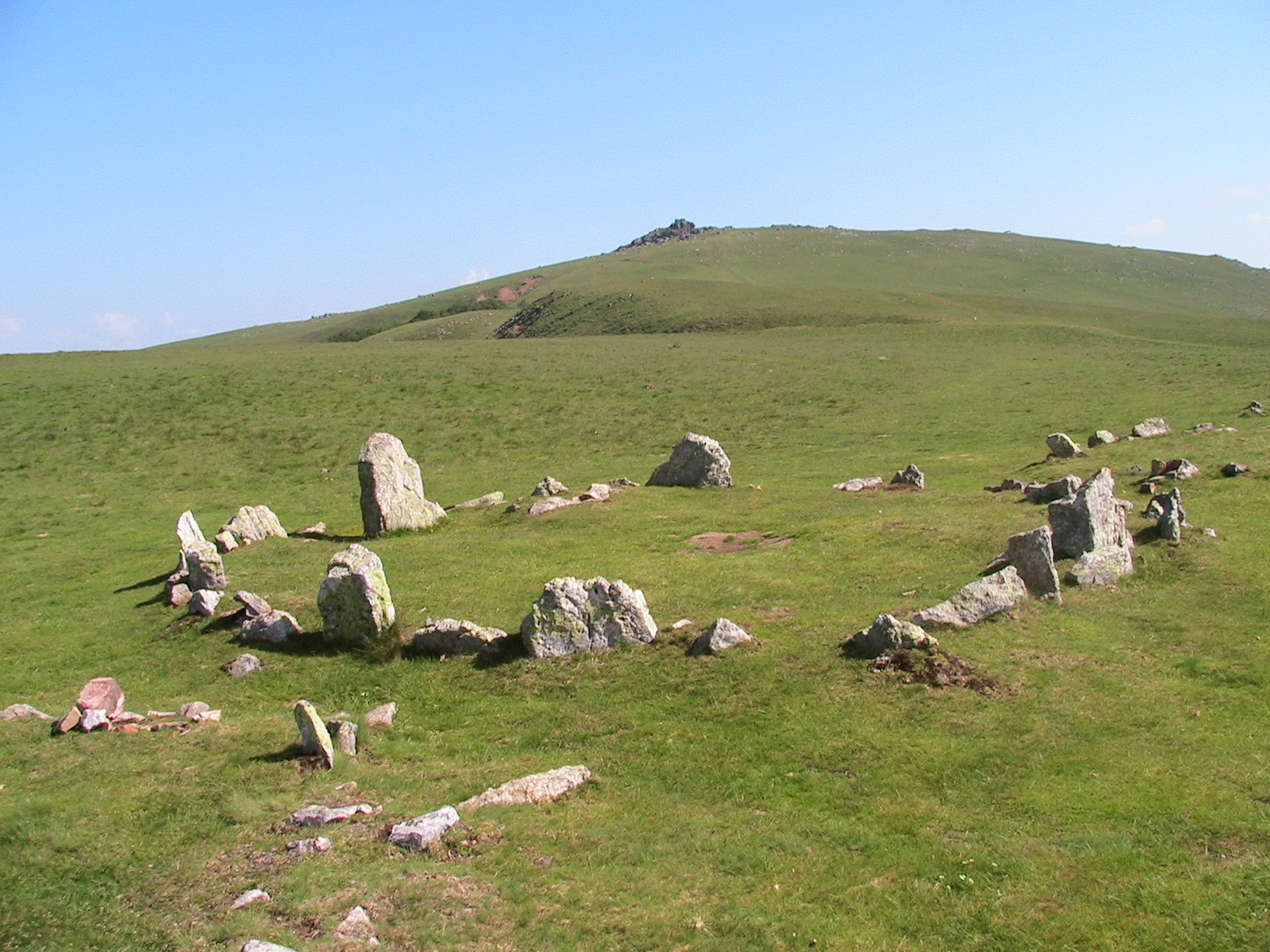
Кромлех Окаб
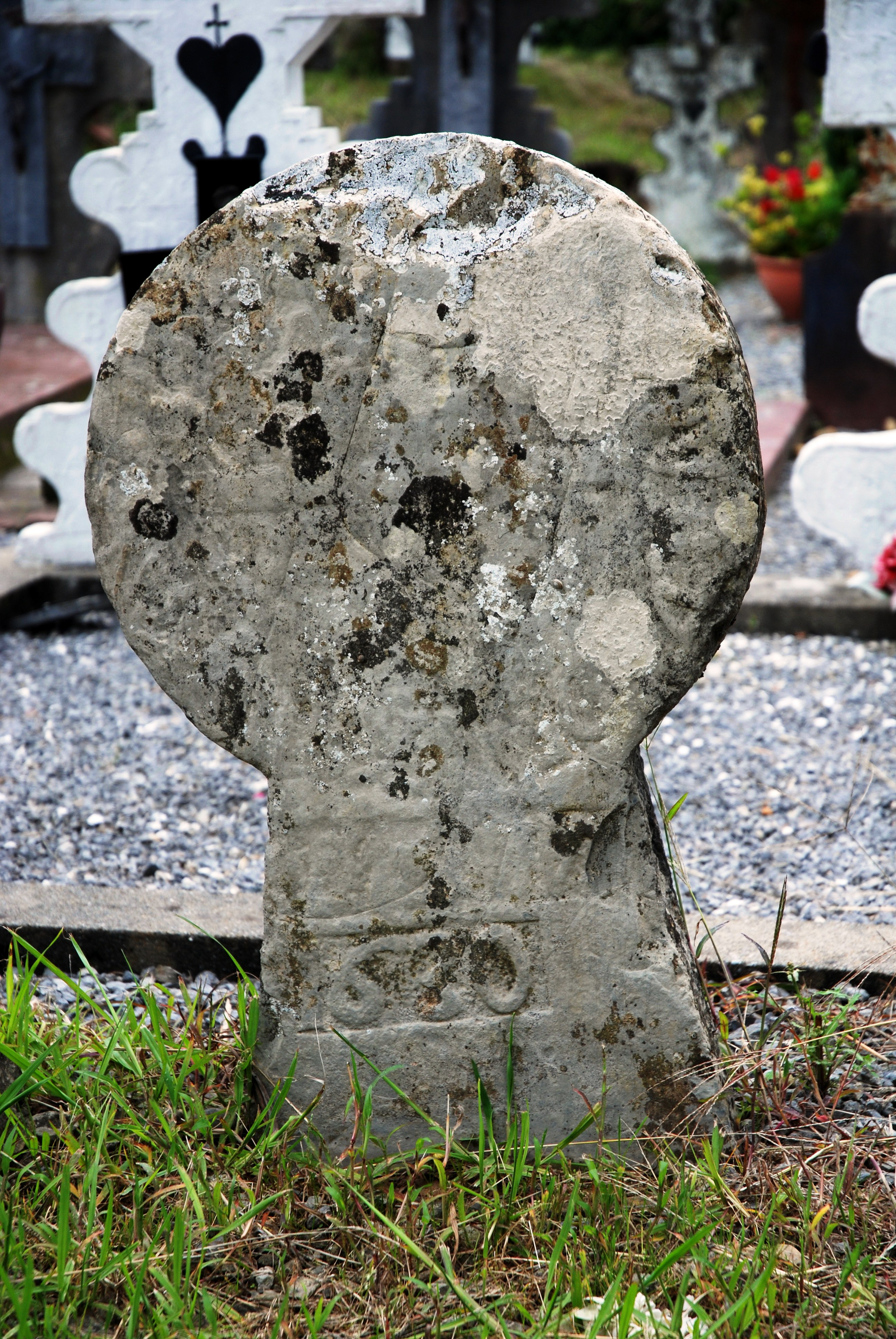
Баскская дискообразная стела
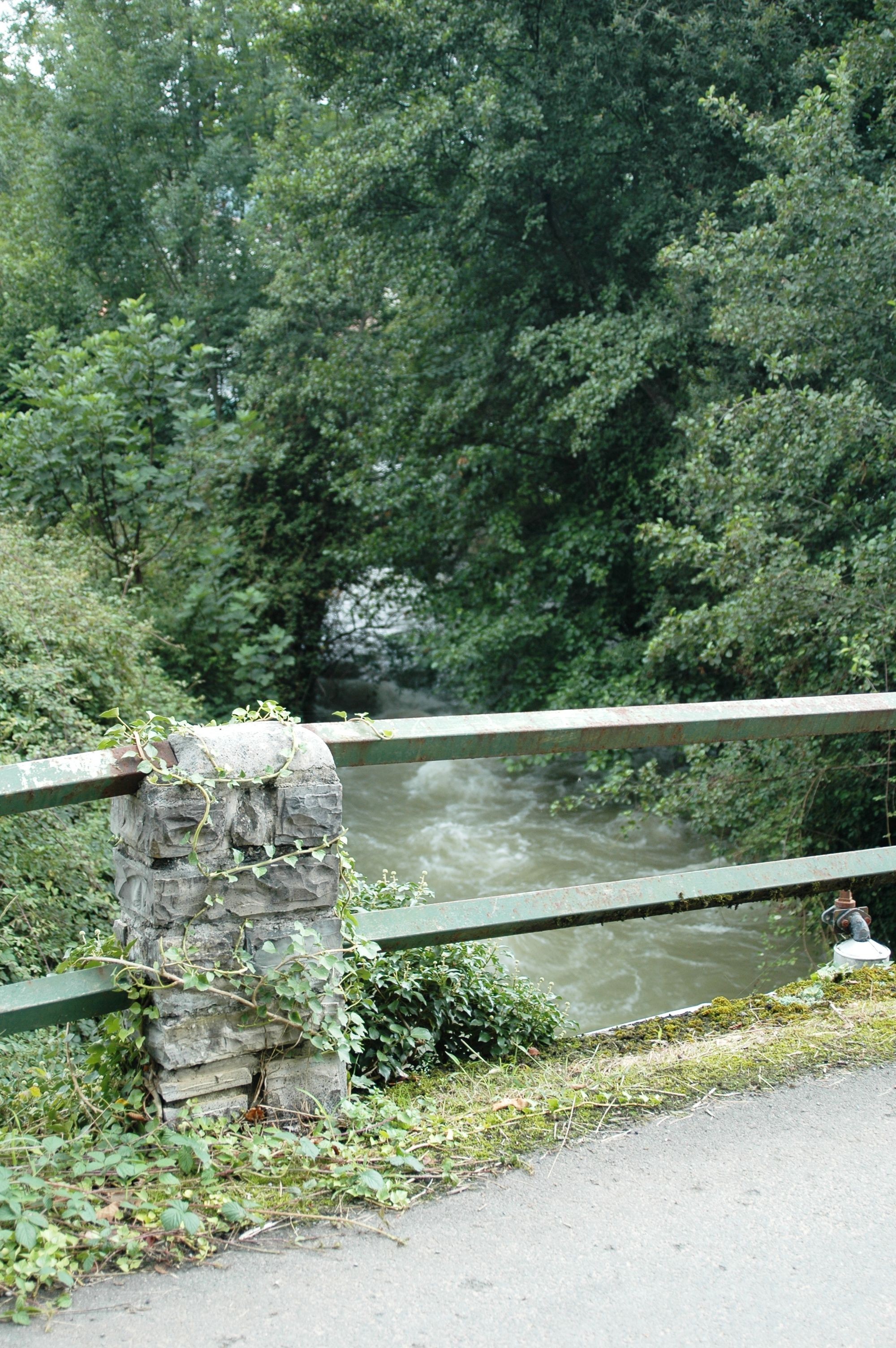
Река Лорибар